# Франсуаза Лотарингская
Франсуаза Лотарингская (ноябрь 1592, Нант — 8 сентября 1669[…], Париж) — лотарингская принцесса, супруга узаконенного сына короля Франции Генриха IV. Также известна как Франсуаза де Меркёр. Принадлежала к младшей ветви Лотарингского дома и была племянницей Луизы Лотарингской, жены предыдущего короля Генриха III. Франсуаза была наследницей своего отца и, таким образом, герцогиней Меркёр и герцогиней Пентьевр в собственном праве.

## Биография
Франсуаза была младшей из двух детей в семье Филиппа Эммануэля де Меркёра и Марии де Люксембург-Мартиг. Она родилась в ноябре 1592 года, точная дата неизвестна; её единственный брат, Филипп Людовик, умер в 1590 году в возрасте одного года, сделав сестру наследницей большого состояния. Во время правления Генриха III её отец возглавил Католическую лигу в Бретани и в 1588 году провозгласил себя защитником Римско-католической церкви в провинции. Использовав наследственные права своей жены, которая была потомком герцогов Бретани, он попытался обрести  независимость в этой провинции, и организовал правительство в Нанте, назвав своего сына «принцем и герцогом Бретани».
С помощью испанцев в Краоне в 1592 году он одержал победу над Генрихом де Бурбоном, герцогом Монпансье, которого против него послал Генрих IV. Тогда король лично выступил против де Меркёра. В рамках мирового соглашения они в 1596 году заключили брачный договор, согласно которому его дочь выйдет замуж за узаконенного сына Генриха.
2 мая 1598 года французы и испанцы подписали Вервенский мир; тогда Франсуазе было 6 лет. В договоре вновь обговаривалась помолвка Франсуазы с незаконнорождённым ребёнком Генриха IV, Сезаром де Бурбоном, герцогом Вандомским. Он был старшим ребёнком короля и его любовницы Габриэль д’Эстре.
Свадьба состоялась во дворце Фонтенбло 16 июля 1609 года. Невесте было 16 лет, а жениху 15 лет. У супругов было трое детей:
- Людовик I де Бурбон-Вандом (1612—1669), герцог де Меркёр, затем герцог де Вандом.
- Елизавета де Бурбон-Вандом (1614—1664), известна как Мадмуазель де Вандом, муж — Карл Амадей Савойский (1624—1652), герцог де Немур.
- Франсуа де Бурбон-Вандом (1616—1669), герцог де Бофор, известен как Король Рынков. Один из вождей Фронды. В браке не состоял и потомства не оставил. Состоял во внебрачной связи с Марией де Бретань-Авогур (1610—1657), герцогиней де Монбазон и Анной Женевьевой де Бурбон-Конде (1619—1679), герцогиней де Лонгвиль, сестрой Великого Конде, женой Генриха II, герцога де Лонгвиль и любовницей Франсуа VI, герцога де Ларошфуко.

По брачному контракту Сезар получил право распоряжаться землями жены. Её муж умер в 1665 году в опале из-за причастности Фронде и обвинений в попытке отравить кардинала Ришельё. В том же году Франсуаза отправилась в Савойю со своей внучкой Марией Джованной, которая 20 мая 1665 года вышла замуж за Карла Эммануила II, герцога Савойского. Герцогства Меркёр и Пентьевр унаследовал её старший сын. Франсуаза умерла в Париже в 1669 году в возрасте 77 лет и была похоронена там.